# Dichagyris eremicola
Dichagyris eremicola är en fjärilsart som beskrevs av Standfuss 1888. Dichagyris eremicola ingår i släktet Dichagyris och familjen nattflyn. Inga underarter finns listade i Catalogue of Life.